# صقور الليل (لوحة)
صقور الليل (بالإنجليزية: Nighthawks) هي لوحة بريشة الفنان إدوارد هوبر الذي رسمها بالألوان الزيتية على قماش سنة 1942، والتي تصور أناساً في مطعم بوسط المدينة في ساعة متأخرة من الليل. لقد صُنفت بأنها أفضل أعمال هوبر المعروفة وواحدةً من أكثر اللوحات تميزاً في الفن المرئي الأمريكي. وبُعيد أشهر من اكتمالها، بيعت لمعهد الفن في شيكاغو في 13 من مايو عام 1942 مقابل 3000 دولار أمريكي.

## حول اللوحة
'ملاحظات جوزفين هوبر'
بعد فترة وجيزة من زواج إدوارد من جوزفين (جو) عام 1924، احتفظا بمذكرة يقوم فيها إدوارد، مستخدماً قلم رصاص، بإنشاء رسم تخطيطي أولي لكل لوحة من لوحاته مع كتابة وصف دقيق لبعض التفاصيل التقنية فيها، لتضيف جو هوبر من بعده معلومات إضافية حول موضوع اللوحة.
وبمراجعة الصفحة التي كتبها إدوارد بخط يده حول لوحة صقور الليل (بالإنجليزية: Nighthawks)، يتبين أن الاسم الفعلي المراد للعمل كان في الحقيقة في كلمتين (بالإنجليزية: Night Hawks)، وأنه قد تم الانتهاء منها في 21 من يناير عام 1942.
وتزودنا ملاحظات جو المدونة بخط يدها حول اللوحة بتفاصيل جمّة من ضمنها أن أصل تسمية اللوحة قد يرجع إلى شكل أنف الرجل الجالس إلى الطاولة والذي يأخذ شكل منقار، أو أن ظهور أحد «صقور الليل» قد عُدل لربط المعنى الأصلي للكلمة:
في شهر يناير من عام 1942 أكدت جو تفضيلها لاسم اللوحة. ففي رسالة بعثت بها إلى ماريون شقيقة إدوارد كتبت: «لقد انتهى إد للتو من رسم لوحة رائعة جداً – مطعم في الليل وثلاثة أشخاص. صقور الليل سيكون اسماً رائعاً لها. لقد إتخذ إي وضعية الرجلين أمام مرآة وإتخذت أنا وضعية السيدة ليرسم شخصيات اللوحة. لقد عمل عليها قرابة شهر ونصف».

## تاريخ الملكية

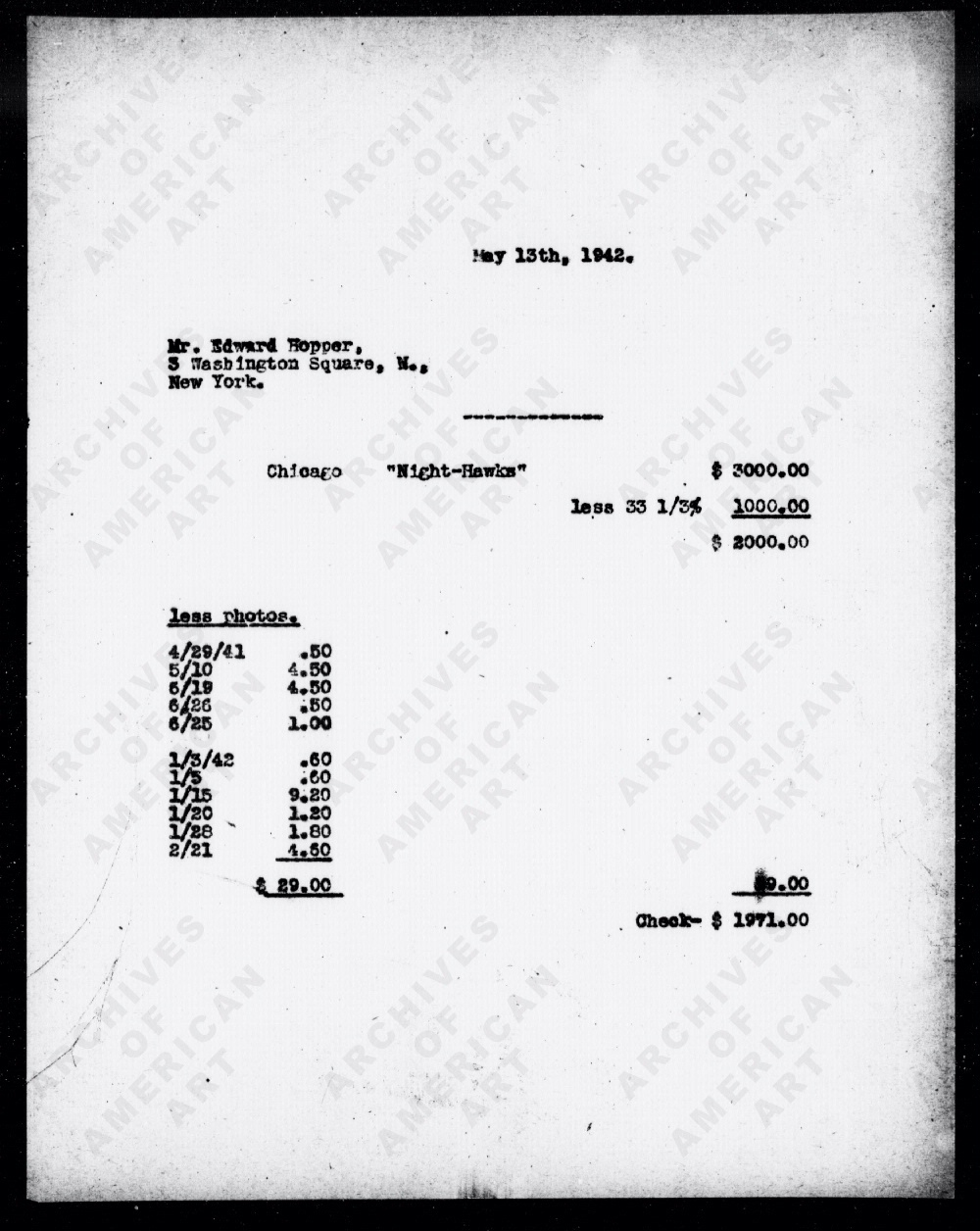
فاتورة تظهر أن ما مقداره 1971 دولار أمريكي يكون لصالح الفنان بعد حساب العمولات والتكاليف.

بعد الانتهاء من رسم اللوحة في أواخر شتاء عام 1942، قام هوبر بوضعها في معرض «رِهن» حيث تعرض لوحاته عادةً للبيع، وبقيت هنالك قرابة شهر. وفي يوم القديس باتريك، حضر إدوارد وجو هوبر افتتاح معرض لوحات هنري روسو في متحف الفن الحديث الذي نظمه مدير معهد الفن في شيكاغو دانيال كاتون ريتش. وكان ريتش من بين الحضور إضافةً إلى مدير متحف الفن الحديث ألفريد بار. تحدث بار بحماس عن لوحة غاز البنزين (بالإنجليزية: Gas) التي رسمها هوبر قبل عام «وأخبرته جو أن عليه فقط أن يذهب إلى «رِهن» ليرى لوحة صقور الليل. وقد ذهب ريتش بالفعل لرؤية اللوحة وسرعان ما رتب لعملية شرائها لشيكاغو»، وكان سعر بيعها 3000 دولار أمريكي، وبقيت بحوزة معهد الفن منذ ذلك الحين.

## موقع المطعم
يُفترض أن المشهد في اللوحة مستوحاً من مطعم تم هدمه في حي قرية جرينتش الذي يقطنه آل هوبر في مانهاتن. وقال هوبر بنفسه أن اللوحة «قد اقترحها مطعم يقع على طريق جرينتش عند ملتقى شارعين», مضيفاً: «لقد بسّطت المشهد كثيراً وجعلت المطعم أكبر».
وقد دفعت هذه الإشارة المهتمين بهوبر وأعماله للمشاركة في البحث عن موقع المطعم الأصلي. ولُخص الدافع لهذا البحث في مدونة أحد هؤلاء الباحثين الذي كتب: «أجد صعوبة بالغة في التخلي عن فكرة أن مطعم صقور الليل كان مطعماً حقيقياً وليس مجرد مجموعة من محلات البقالة ومطاعم الهامبرغر الصغيرة والمخابز المرصوفة جنباً إلى جنب في مخيلة الرسام».
المكان الذي عادة ما ارتبط بموقع المطعم هو حالياً باحة خالية لوقوف السيارات تعرف باسم «ميدان مولري» عند تقاطع طريق سيفينث أفينيو ساوث وطريق جرينتش أفينيو وشارع ويست إلفنث، على بعد حوالي سبعة مبانٍ غرب مرسم هوبر في ميدان واشنطن. ومع ذلك، ووفقاً لمقال كتبه إرميا موس لصحيفة نيويورك تايمز، فإن هذا المكان لا يمكن أن يكون موقع المطعم الذي ألهم رسم اللوحة لأن محطة وقود قد شغلت قطعة الأرض تلك منذ الثلاثينات وحتى السبعينات من القرن العشرين.
وتظهر خريطة استخدام الأراضي التي وضعها موس في أطلس البلدية خلال فترة الخمسينات أنه «في وقت ما بين أواخر الثلاثينات ومطلع الخمسينات، ظهر مطعم جديد بالقرب من ميدان مولري». وكان يقع تحديداً على يمين محطة الوقود مباشرة، «ليس في قطعة الأرض الشمالية الخالية، وإنما في الجهة الجنوبية الغربية حيث ينعطف شارع بيري». ولم تُنشر هذه الخريطة في مقال التايمز ولكنها ظهرت على مدونة موس الشخصية.
وخلص موس إلى استنتاج مفاده أنه ينبغي علينا أن نثق في ما قاله هوبر في أن رسم اللوحة كان مجرد «اقترح» من مطعم يدعى «ريل لايف»، وأنه قد «بسط المشهد كثيراً»، وأنه «جعل المطعم أكبر». باختصار، ربما لم يكن هنالك أبداً من مشهد واحد في الواقع مطابقاً للمشهد الذي أنشأه هوبر في لوحته، وحتى لو وُجد فعلاً فلم يعد هناك دليل كافٍ يقود إلى موقعه الدقيق. وإنتهى موس إلى أن «الحقيقة المطلقة ما تزال بعيدة المنال».

## اللوحة في الثقافة الشعبية

### الرسم والنحت
أنتج العديد من الفنانين أعمالاً تلمح إلى لوحة صقور الليل أو أو تتجاوب معها.
لقد أثر هوبر في الفنانين التصويريين في فترة أواخر الستينات وأوائل السبعينات، ومن ضمنهم رالف جوينجس الذي استدعى لوحة صقور الليل في العديد من لوحات المطاعم التي رسمها، وريتشارد إستس الذي رسم في لوحة «بيبلز فلاورس» (بالانجليزية: People's Flowers) عام 1971 متجراً صغيراً له نافذة كبيرة تعكس صورة الشارع والسماء في وضح النهار على خلاف المشهد في صقور الليل.
وبدأت المزيد من الأقتباسات البصرية المباشرة من اللوحة في الظهور خلال سبعينات القرن العشرين. إذ تستبدل لوحة «بولوفارد أوف بروكن دريمس» (بالإنجليزية: Boulevard of Broken Dreams) لغوتفريد هيلنواين التي رسمها عام 1984 زبائن صقور الليل الثلاثة بثلاثة من رموز الثقافة الشعبية الأمريكية وهم همفري بوغارت ومارلين مونرو وجيمس دين وإلفيس بريسلي الذي حل محل النادل في اللوحة. ووفقاً لما ذكرته غيل ليفين، المتخصصة في أعمال هوبر، فقد ربط هيلنواين المزاج الكئيب في صقور الليل بالسينما الأمريكية في الخمسينيات و«بالمصير المأساوي لأكثر مشاهير العقد شعبية». أما اللوحة الساخرة «نايتهاوكس ريفيزيتد» (بالانجليزية: Nighthawks Revisited) التي رسمها ريد غرومز عام 1980 فتعج بالمشاة والقطط وحاويات القمامة. وتظهر محاكاة بانكسي الساخرة للوحة عام 2005 مشجع كرة قدم سمين متعصب لا يرتدي سوى سروال عليه علم الاتحاد، ويقف خارج المطعم ويبدو كما لو أنه قد حطم لتوه زجاج نافذة المطعم بكرسي كان بجواره.

### الأدب
لقد حاول العديد من الكتاب معرفة كيف التقى زبائن لوحة صقور الليل في مطعم في الليل، أو ما الذي سيجري بعد ذلك. حيث تصور قصيدة «نايتهاوكس: آفتر إدوارد هوبرز باينتنج» (بالانجليزية: Nighthawks: After Edward Hopper's Painting) لولف وندراتشيك الرجل والمرأة الجالسين معاً في المطعم كزوجين منفصلين: «أراهن أنها كتبت له رسالة\ أياً كان فحواها، فهو لم يعد ذاك الرجل\ الذي يقرأ رسائلها مرتين». وكتبت جويس كارول أوتس مونولوجات لشخصيات اللوحة في قصيدتها «إدوارد هوبرز نايتهاوكس، 1942» (بالانجليزية: Edward Hopper's Nighthawks, 1942). كما شمل عدد خاص من مجلة دير شبيغل (بالانجليزية: Der Spiegel) خمسة أعمال مسرحية قصيرة تقوم على خمس حبكات مختلفة متعلقة باللوحة؛ أحدها لكاتب السيناريو كريستوف شلينجنزيف الذي حوّل مشهد اللوحة إلى مجزرة بالمنشار. وكتب إريك جندرسون وستيوارت دايبك قصصاً قصيرة مستوحاة من هذه اللوحة.

### الأفلام
كان هوبر مولعاً بارتياد دور السينما وقد لاحظ النقاد تشابه لوحاته بلقطات الأفلام. فلوحة صقور الليل وأعمال أخرى مثل لوحة ظلال الليل (بالإنجليزية: Night Shadows) المرسومة عام 1921 كانت كأنما تستبق مشاهد أفلام نوار (بالإنجليزية: Film Noir) التي يمكن أن يرجع الفضل في تطورها لتأثير أعمال هوبر عليها.
وكان لأعمال هوبر تأثير معروف في الفيلم الغنائي «بينيس فروم هافن» (بالإنجليزية: Pennies from Heaven) الذي أُصدر عام 1981 والذي جعل فيه مصمم الإنتاج كين آدم أحد مشاهد الفيلم يشبه المشهد في لوحة صقور الليل، كما اتخذ المخرج فيم فيندرز من لوحة صقور الليل مشهداً في أحد أجزاء فيلم «ذا إند أوف فايلانس» (بالإنجليزية: The End of Violence) الذي تم إصداره عام 1997. وأشار فيندرز إلى أن أعمال هوبر جاذبة لصنّاع الأفلام لأنه «يمكنك دائماً أن تعرف أين موضع الكاميرا» في اللوحة. وفي فيلم «جلنغاري غلين روس» (بالإنجليزية: Glengarry Gien Ross) الذي أُصدر عام 1992، تزور اثنتان من شخصيات الفيلم مقهى يوحي بالعزلة واليأس مشابهاً للمطعم في لوحة صقور الليل. كما استُخدمت اللوحة قليلاً كخلفية لأحد مشاهد الفيلم الكرتوني «هافي ترافك» (بالإنجليزية: Heavy Trafic) للمخرج رالف باكشي.
كما ظهر تأثير صقور الليل أيضاً في فيلم «بليد رانر» (بالإنجليزية: Blade Runner) الذي يصنف من نوع أفلام «فيوتشر نوير» (بالإنجليزية: future noir) التي تجمع بين أفلام نوار وأفلام الخيال العلمي. وقال مخرج الفيلم ريدلي سكوت: «كنت دائماً ما أعيد استنساخ هذه اللوحة أمام أعين فريق الإنتاج لأصل إلى الشكل والجو الذي أريد». وأشار الناقد روجر إيبرت في مراجعته لفيلم دارك سيتي (الإنجليزية: Dark City) الذي تم إصداره عام 1998، إلى أنه قد ظهرت في الفيلم «واجهة عرض متجر تشبه لوحة صقور الليل لإدوارد هوبر». كما يوجد شبه مماثل في فيلم «هارد كاندي» (بالإنجليزية: Hard Candy) الذي عُرض عام 2005 إذ يُعرض مشهد في «مطعم صقور الليل» حيث تشتري إحدى الشخصيات قميصاً قصير الأكمام طبعت عليه صورة للوحة صقور الليل.

### الموسيقى
- تميز ألبوم «نايتهاوكس آت ذا داينر» (بالانجليزية: Nighthawks at the Diner) الذي إطلقه توم وايتس سنة 1975 بعنوان وغلاف وكلمات مستوحاة من اللوحة.[31]
- تم تصوير فيديو أغنية «مونسترس آند آنجلس» (بالانجليزية: Monsters and Angels) من ألبوم «هوني لينجرس» (بالانجليزية: Honey Lingers) لفرقة «فويس اوف بيهايف» (بالانجليزية: Voice of the Beehive) في مطعم يعيد إلى الأذهان لوحة صقور الليل، ويظهر فيه أعضاء الفرقة وهم يؤدون أدوار نُدُل وزبائن. وقال موقع الفرقة على شبكة الإنترنت إن أعضاء الفرقة قد «ذهبوا لرؤية لوحة إدوارد هوبر الكلاسيكية، صقور الليل، كدليل مرئي».[32]
- يظهر تأثير صقور الليل في الأغنية المنفردة «نايت كافيه» (بالانجليزية: Night Café) التي أطلقتها فرقة «اوركسترال مانوفرس إن ذا دارك» (بالانجليزية: Orchestral Manoeuvres in the Dark) عام 2013 حيث يُذكر هوبر باسمه الصريح فيها ويُشار إلى سبعٍ من لوحاته في كلماتها.[33]

### المسرح والأوبرا
تميز العرض المسرحي لأوبرا ريجوليتو (بالانجليزية: Rigoletto) للمؤلف الموسيقي فيردي الذي أخرجه جوناثان ميلر عام 1982 لشركة الأوبرا الوطنية الإنجليزية (بالانجليزية: English National Opera) وتم عرضه في خمسينيات القرن العشرين في نيويورك، بشارع فيه حانة مستوحاة من مطعم لوحة صقور الليل. وكان المشهد من تصميم باتريك روبرتسون وروزيماري فيركو.

### التلفاز
- ظهرت شخصيات المسلسل التلفزيوني "سي اس آي: كرايم سين انفستيجيشن" (بالانجليزية: CSI: Crime Scene Investigation) في نسخة من لوحة صقور الليل على صورته الترويجية.[35]
- في مسلسل "ذات سفنتيز شو" (بالانجليزية: That '70s Show)، تنتهي حلقة «درايف إن» (بالانجليزية: Drive In) بمشهد جلوس ريد وكيتي فورمان في مطعم يدعى «فيليز» عندما تقول كيتي أن اللحظة تبدو مألوفة بالنسبة لها. ومن ثم تبتعد الكاميرا وتصغُر الصورة ليظهر كل من ريد وكيتي مرتديين البدلة والفستان الأحمر في لوحة صقور الليل، ويظهر بعد ذلك الرجل والمرأة الجالسان معاً في اللوحة الأصلية تباعاً.[36]
- تميز ملصق الموسم الثاني للبرنامج التلفزيوني فريش اوف ذا بوت (بالإنجليزية:Fresh Off the Boat) بوجود أفراد العائلة في لوحة صقور الليل وظهور الممثلة كونستانس وو التي تؤدي دور الأم وهي تأكل مستخدمة عيدان الأكل الصينية.[37]

### النماذج المصغرة
قام عدد من هواة تصميم نماذج سكك الحديد المصغرة، وأبرزهم جون أرمسترونج، بإعادة تشكيل مشهد لوحة صقور الليل في أعمالهم.

### المحاكاة الساخرة
لقد تمت الإشارة إلى لوحة صقورالليل ومحاكاتها بشكل ساخر في الثقافة الشعبية على نطاق واسع. وقد ظهرت نسخ منها على الملصقات والقمصان وبطاقات المعايدة وكذلك في الكتب المصورة والإعلانات. وفي العادة، فإن هذه المحاكاة الساخرة ـ كلوحة «بولوفارد أوف بروكن دريمس» (بالإنجليزية:Boulevard of Broken Dreams) للرسام هيلنواين على سبيل المثال التي أصبحت ملصقاً شهيراً - تُبقي على المعطم والعناصر المعروفة في اللوحة، ولكنها تستبدل الزبائن بشخصيات أخرى مثل الحيوانات، وسانتا كلوز وحيونات الرنة، أو شخصيات «ادفانشر أوف تن تن» (بالإنجليزية: The Adventures of Tintin)، أو بينوتس (بالإنجليزية: Peanuts).
حتى أن إحدى اللوحات الساخرة من صقور الليل ألهمت رسم لوحة ساخرة أخرى. فلوحة «ويندو شوبينغ» (بالإنجليزية: Window Shopping) التي رسمها مايكل بيدارد عام 1989، والتي هي جزء من سلسلة ملصقات «سيتنج دكس» (بالإنجليزية: Sitting Ducks)، استبدلت شخصيات اللوحة الجالسة في المطعم ببط وأضافت تمساحاً متربصاً يقف خارج المطعم. في حين أن لوحة «بوليفارد أوف بروكين داكس (1993)» (بالإنجليزية: Boulevard of Broken Ducks (1993)) الساخرة للفنان بوفيرينو بيبينو (بالإنجليزية: Poverino Peppino) حاكت اللوحة السابقة ووضعت تمساحاً سعيداً يقف على الطاولة داخل المطعم بينما تقف أربع بطات في الخارج تحت المطر. [43]
وفي عام 2014، استضاف راديو سيريوس (بالإنجليزية: Sirius Radio) هوارد ستيرن (بالإنجليزية: Howard Stern)، الذي ظهر على موقعه على الإنترنت محاكاة ساخرة من اللوحة بعنوان «واك باك دينر» (بالإنجليزية: Wack Pack Diner).

## اقرأ أيضا
- إدوارد هوبر